# Bahnstrecke Grünstadt–Altleiningen
| Bahnhof Grünstadt, Ausgangspunkt der Bahnstrecke |                      |                                                     |                                                     |
| |                      |                                                     |                                                     |
| Streckennummer: | 3422                 |                                                     |                                                     |
| Kursbuchstrecke (DB): | 274g                 |                                                     |                                                     |
| Kursbuchstrecke: | 272b (1946)          |                                                     |                                                     |
| Streckenlänge: | 10,7 km              |                                                     |                                                     |
| Spurweite: | 1435 mm (Normalspur) |                                                     |                                                     |
| |                      |                                                     |                                                     |
| \| \| \| Pfälzische Nordbahn von Monsheim \| \| \| \| \| Eistalbahn nach Ramsen \| \| \| \| 0,0 \| Grünstadt \| Grünstadt \| \| \| \| Pfälzische Nordbahn nach Neustadt an der Weinstraße \| \| \| \| \| Bundesautobahn 6 \| \| \| \| 3,2 \| Sausenheim \| Sausenheim \| \| \| 4,4 \| Neuleiningen-Kleinkarlbach \| Neuleiningen-Kleinkarlbach \| \| \| 8,3 \| Drahtzug \| Drahtzug \| \| \| 10,7 \| Altleiningen \| Altleiningen \| |                      |                                                     |                                                     |
| Strecke |                      | Pfälzische Nordbahn von Monsheim                    | Pfälzische Nordbahn von Monsheim                    |
| Abzweig geradeaus und von rechts |                      | Eistalbahn nach Ramsen                              | Eistalbahn nach Ramsen                              |
| Bahnhof | 0,0                  | Grünstadt                                           | Grünstadt                                           |
| Abzweig ehemals geradeaus und nach links |                      | Pfälzische Nordbahn nach Neustadt an der Weinstraße | Pfälzische Nordbahn nach Neustadt an der Weinstraße |
| Strecke mit Straßenbrücke (Strecke außer Betrieb) |                      | Bundesautobahn 6                                    | Bundesautobahn 6                                    |
| Bahnhof (Strecke außer Betrieb) | 3,2                  | Sausenheim                                          | Sausenheim                                          |
| Bahnhof (Strecke außer Betrieb) | 4,4                  | Neuleiningen-Kleinkarlbach                          | Neuleiningen-Kleinkarlbach                          |
| Haltepunkt / Haltestelle (Strecke außer Betrieb) | 8,3                  | Drahtzug                                            | Drahtzug                                            |
| Kopfbahnhof Streckenende (Strecke außer Betrieb) | 10,7                 | Altleiningen                                        | Altleiningen                                        |

Die Bahnstrecke Grünstadt–Altleiningen war eine 10,7 km lange Nebenbahn von Grünstadt nach Altleiningen im nordöstlichen Pfälzerwald. Die Bahnstrecke wurde 1903 eröffnet. 1967 wurde der Personenverkehr eingestellt und in der Folgezeit der Streckenabschnitt zwischen Maihof-Drahtzug und Altleiningen abgebaut. Auf der Reststrecke wurde noch bis Ende 2005 Güterverkehr betrieben.

## Streckenverlauf
Die Strecke befand sich komplett im heutigen Landkreis Bad Dürkheim. Bis zum Bahnhof Neuleiningen-Kleinkarlbach verlief sie durch Weinberge, um anschließend in den Pfälzerwald einzutreten, wo sie in einem regelrechten „grünen Tunnel“ verschwand.

## Geschichte

### Entwicklung bis 1945

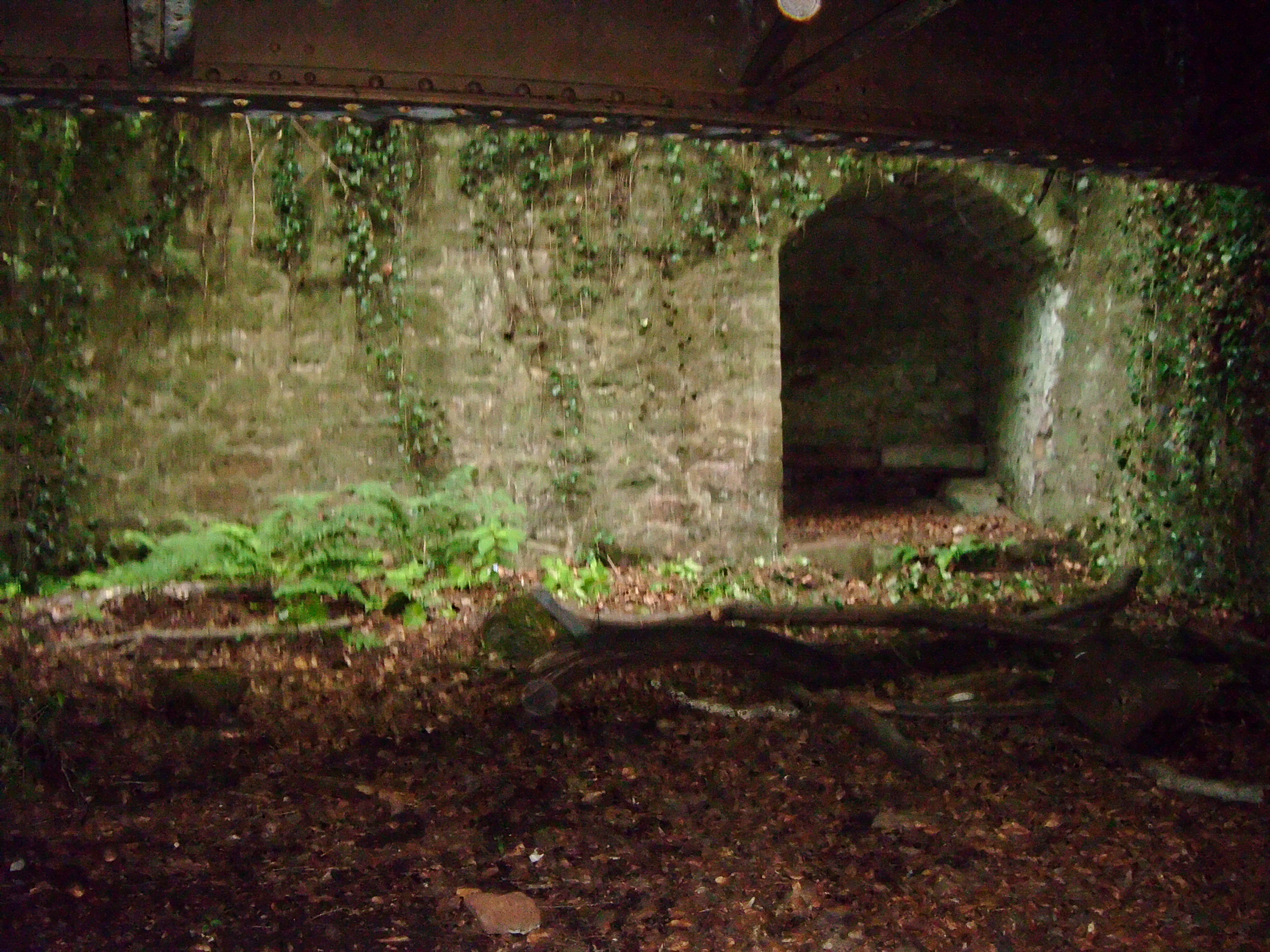
Neuleiningen-Tal: vorn der historische Waschplatz, dahinter die alte Eisenbahnbrücke

1901 wurde die Trasse vermessen. Ab Sausenheim musste sie eingeschnitten werden, damit bei Kleinkarlbach eine Steigung vermieden werden konnte. Beim Bau der Bahnlinie kamen italienische Arbeiter zum Einsatz. Während der Bauarbeiten wurden am Bahndamm Römergräber entdeckt.
Auf der Strecke, die im Tal des Eckbachs verlief, fand dann schließlich am 25. Februar 1903 die Eröffnungsfahrt statt. Wenige Tage später, am 1. März, wurde der reguläre Betrieb aufgenommen. Auf Höhe des Bahnhofs Drahtzug wurde zudem für die dort ansässige Drahtzieherei (heutige Firma Dradura) ein Gleisanschluss errichtet. Die an der Strecke gelegene Gemeinde Kleinkarlbach hatte heftigen Widerstand gegen den Bau der Strecke geleistet, da sie befürchtete, die Strecke könnte sich auf die Region auswirken. Dementsprechend war Kleinkarlbach die einzige Gemeinde an der Strecke, welche die Eröffnung nicht feierte.
Der Ausgangspunkt in Grünstadt wurde zum Zugleitbahnhof, Zuglaufstellen befanden sich in den Bahnhöfen Sausenheim und Neuleiningen-Kleinkarlbach.
Westlich des Weilers Neuleiningen-Tal und südlich des Eckbachweihers überquerte die Bahnlinie auf einer Stahlbrücke den historischen Waschplatz von Neuleiningen. Die Brücke ist noch erhalten (2014), allerdings ohne Gleise.

### Stilllegung (seit 1945)

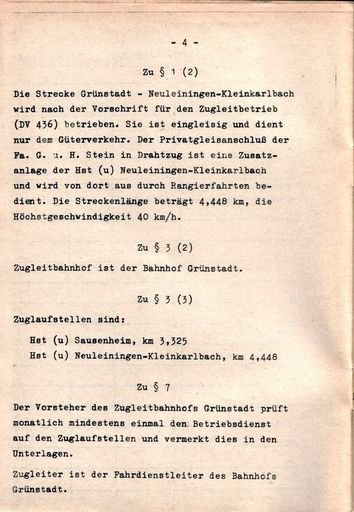
1972: Auszug aus den Zusatzbestimmungen der Bundesbahndirektion Karlsruhe für die Strecke Neuleiningen–Kleinkarlbach

1948 wurde der Haltepunkt Neuleiningen-Kleinkarlbach zur Agentur heraufgestuft. Zum 17. Mai 1953 wurde der Bahnhof Altleiningen zu einem Haltepunkt zurückgestuft und die gesamte Strecke auf den „vereinfachten Nebenbahndienst“ umgestellt. Mit zunehmender Motorisierung ging die Nachfrage nach Personenbeförderung weiter zurück.
Der letzte Personenzug befuhr die Strecke am 27. Mai 1967, mit Jahresende 1967 wurde das Personal aus dem Endbahnhof Altleiningen abgezogen. Im Kursbuch der Deutschen Bundesbahn war sie zuletzt unter der Streckennummer 274g verzeichnet. Zwischen Drahtzug und Altleiningen endete auch der Güterverkehr zum 1. Juli 1969, anschließend wurden die Gleise auf diesem Teilstück abgebaut. Auf der Reststrecke fand noch rund dreieinhalb Jahrzehnte lang Güterverkehr durch die Privatbahn-Gesellschaft ConTrain statt.
Vereinzelt wurden auf der Bahnlinie noch Sonderfahrten durchgeführt. So gab es 1987 eine Fahrt des Rheingold, der in Reichenbach an der Bachbahn seinen Ausgang nahm und anschließend unter anderem auf der Eistalbahn verkehrte, die bis nach Drahtzug führte. Am 27. September 1987 fuhr der Rheingold als Gesellschaftssonderzug von Reichenbach an der Bachbahn über Otterbach, Kaiserslautern und die Eistalbahn bis nach Neuleiningen. Im Oktober des Folgejahres gab es bis Neuleiningen-Kleinkarlbach eine von der DGEG organisierte Abschiedsfahrt der Wormser ETA-Akkutriebwagen.
Zum 31. Dezember 2005 wurde der verbliebene Güterverkehr eingestellt, nachdem der entsprechende Pachtvertrag nicht verlängert worden war. Bereits am 26. Juli 2004, als in Grünstadt ein elektronisches Stellwerk den Betrieb aufnahm, war die Bahnlinie in ein Bahnhofsgleis des Bahnhofs Grünstadt umgewandelt worden.
Fernziel ist, die nicht mehr genutzte Bahntrasse in einen Bahnradweg umzuwandeln. Die ehemalige Verbandsgemeinde Grünstadt-Land, welche 2018 in der neuen Verbandsgemeinde Leiningerland aufging, hatte dazu 2007 ein Ingenieurbüro mit der Planung des Projektes beauftragt.